# Słobidka (derażniańska hromada)
Słobidka (ukr. Слобідка, do 1946 Слобідка-Кальнянська, hist. pol. Słobódka Kalniańska) – wieś na Ukrainie, w obwodzie chmielnickim, hromadzie derażniańskiej. 
Do 2020 r. wchodziła w skład rejonu derażniańskiego.